# (2141) Simferopol
(2141) Simferopol ist ein Asteroid des Hauptgürtels, der von der sowjetischen Astronomin Tamara Michailowna Smirnowa am 30. August 1970 am Krim-Observatorium in Nautschnyj (IAU-Code 095) entdeckt wurde.
Der Asteroid wurde nach Simferopol benannt, der Hauptstadt der Autonomen Republik Krim.